# Pałac w Pryozernem
Pałac w Pryozernem – pałac wybudowany w latach 1880-82 r. przez Wilhelminę z Głogowskich hr. Rey  (1846-1907) we wsi Pryozerne (d. Psary).

## Historia
Oryginalny, klasyczny zespół pałacowy z kolumnadą portyku powstał w drugiej połowie XVIII w. W 1880 roku stary pałac został rozebrany, a nowy murowany na fundamentach starszego zaczęła budować Wilhelmina z Głogowskich hr. Rey. Projektantem pałacu w stylu eklektycznym był słynny lwowski architekt Julian Zachariewicz. Budowa zakończona została w 1882 roku. Po II wojnie światowej, w czasach ZSRR pałac mieścił gorzelnię, biura sowchozu, był wykorzystywany na potrzeby prywatnych gospodarstw domowych a później szpitala psychiatrycznego. W 1955 roku zamieszkali w pałacu studenci ze szkoły weterynaryjnej z Rohatyna. W niepodległej Ukrainie w latach 1996–2004 był użytkowany przez klasztor Cerkwi Patriarchatu Kijowskiego. Pałac planowano również adaptować na Międzynarodowe Centrum Współpracy i Dialogu. W latach 60. XX w. pałac był udostępniony zwiedzającym, w sprzedaży były bilety wstępu, ale w 1970 roku obiekt zamknięto. Brama do pałacu została wybudowana w 1822 roku.